# 768 Струвеана
768 Струвеана (768 Struveana) — астероїд головного поясу, відкритий 4 жовтня 1913 року.
Тіссеранів параметр щодо Юпітера — 3,115.